# Wereldkampioenschap ijshockey
Het wereldkampioenschap ijshockey is een wereldkampioenschap voor nationale ijshockeyploegen dat namens de IIHF wordt georganiseerd. De eerste drie edities (1920, 1924 en 1928) waren gekoppeld aan de Olympische Spelen. Vanaf 1930 wordt het toernooi jaarlijks gespeeld met uitzondering van de periode 1940-1946 wegens de Tweede Wereldoorlog en in de jaren 1980, 1984 en 1988 wegens de Olympische Spelen. Tot en met 1968 telden de Olympische Spelen als wereldkampioenschap. In de loop der jaren zijn tal van wijzigingen doorgevoerd ten aanzien van de opzet van het toernooi Tegenwoordig wordt gespeeld in vier divisies: de Topdivisie met 16 ploegen, Divisie 1 en 2 met elk 12 ploegen en Divisie 3 met de overige ploegen.

## Overzicht wereldkampioenschap ijshockey in de hoogste klasse
| WK                                                                  | Goud                                  | Zilver                                | Brons                                 | Locatie                                                                  |
| 1920                                                                | Canada                                | Verenigde Staten                      | Tsjecho-Slowakije                     | België (Antwerpen )                                                      |
| 1924                                                                | Canada                                | Verenigde Staten                      | Groot-Brittannië                      | Frankrijk (Chamonix-Mont-Blanc )                                         |
| 1928                                                                | Canada                                | Zweden                                | Zwitserland                           | Zwitserland (Sankt Moritz )                                              |
| 1930                                                                | Canada                                | Duitsland                             | Zwitserland                           | Frankrijk (Chamonix-Mont-Blanc), Duitsland (Berlijn), Oostenrijk (Wenen) |
| 1931                                                                | Canada                                | Verenigde Staten                      | Oostenrijk                            | Polen (Krynica Zdrój)                                                    |
| 1932                                                                | Canada                                | Verenigde Staten                      | Duitsland                             | Verenigde Staten (Lake Placid )                                          |
| 1933                                                                | Verenigde Staten                      | Canada                                | Tsjecho-Slowakije                     | Tsjecho-Slowakije (Praag)                                                |
| 1934                                                                | Canada                                | Verenigde Staten                      | Duitsland                             | Italië (Milaan)                                                          |
| 1935                                                                | Canada                                | Zwitserland                           | Groot-Brittannië                      | Zwitserland (Davos)                                                      |
| 1936                                                                | Groot-Brittannië                      | Canada                                | Verenigde Staten                      | Duitsland (Garmisch-Partenkirchen )                                      |
| 1937                                                                | Canada                                | Groot-Brittannië                      | Zwitserland                           | Verenigd Koninkrijk (Londen)                                             |
| 1938                                                                | Canada                                | Groot-Brittannië                      | Tsjecho-Slowakije                     | Tsjecho-Slowakije (Praag)                                                |
| 1939                                                                | Canada                                | Verenigde Staten                      | Zwitserland                           | Zwitserland (Zürich, Bazel)                                              |
| Van 1940 t/m 1946 geen kampioenschap vanwege de Tweede Wereldoorlog |                                       |                                       |                                       |                                                                          |
| 1947                                                                | Tsjecho-Slowakije                     | Zweden                                | Oostenrijk                            | Tsjecho-Slowakije (Praag)                                                |
| 1948                                                                | Canada                                | Tsjecho-Slowakije                     | Zwitserland                           | Zwitserland (Sankt Moritz )                                              |
| 1949                                                                | Tsjecho-Slowakije                     | Canada                                | Verenigde Staten                      | Zweden (Stockholm)                                                       |
| 1950                                                                | Canada                                | Verenigde Staten                      | Zwitserland                           | Verenigd Koninkrijk (Londen)                                             |
| 1951                                                                | Canada                                | Zweden                                | Zwitserland                           | Frankrijk (Parijs)                                                       |
| 1952                                                                | Canada                                | Verenigde Staten                      | Zweden                                | Noorwegen (Oslo )                                                        |
| 1953                                                                | Zweden                                | West-Duitsland                        | Zwitserland                           | Zwitserland (Zürich, Bazel)                                              |
| 1954                                                                | Sovjet-Unie                           | Canada                                | Zweden                                | Zweden (Stockholm)                                                       |
| 1955                                                                | Canada                                | Sovjet-Unie                           | Tsjecho-Slowakije                     | West-Duitsland (Krefeld, Dortmund, Keulen)                               |
| 1956                                                                | Sovjet-Unie                           | Verenigde Staten                      | Canada                                | Italië (Cortina d'Ampezzo )                                              |
| 1957                                                                | Zweden                                | Sovjet-Unie                           | Tsjecho-Slowakije                     | Sovjet-Unie (Moskou)                                                     |
| 1958                                                                | Canada                                | Sovjet-Unie                           | Zweden                                | Noorwegen (Oslo)                                                         |
| 1959                                                                | Canada                                | Sovjet-Unie                           | Tsjecho-Slowakije                     | Tsjecho-Slowakije (Praag, Bratislava)                                    |
| 1960                                                                | Verenigde Staten                      | Canada                                | Sovjet-Unie                           | Verenigde Staten (Squaw Valley )                                         |
| 1961                                                                | Canada                                | Tsjecho-Slowakije                     | Sovjet-Unie                           | Zwitserland (Genève, Lausanne)                                           |
| 1962                                                                | Zweden                                | Canada                                | Verenigde Staten                      | Verenigde Staten (Colorado Springs, Denver)                              |
| 1963                                                                | Sovjet-Unie                           | Zweden                                | Tsjecho-Slowakije                     | Zweden (Stockholm)                                                       |
| 1964                                                                | Sovjet-Unie                           | Zweden                                | Tsjecho-Slowakije                     | Oostenrijk (Innsbruck )                                                  |
| 1965                                                                | Sovjet-Unie                           | Tsjecho-Slowakije                     | Zweden                                | Finland (Tampere)                                                        |
| 1966                                                                | Sovjet-Unie                           | Tsjecho-Slowakije                     | Canada                                | Joegoslavië (Ljubljana)                                                  |
| 1967                                                                | Sovjet-Unie                           | Zweden                                | Canada                                | Oostenrijk (Wenen)                                                       |
| 1968                                                                | Sovjet-Unie                           | Tsjecho-Slowakije                     | Canada                                | Frankrijk (Grenoble )                                                    |
| 1969                                                                | Sovjet-Unie                           | Zweden                                | Tsjecho-Slowakije                     | Zweden (Stockholm)                                                       |
| 1970                                                                | Sovjet-Unie                           | Zweden                                | Tsjecho-Slowakije                     | Zweden (Stockholm)                                                       |
| 1971                                                                | Sovjet-Unie                           | Tsjecho-Slowakije                     | Zweden                                | Zwitserland (Genève, Bern)                                               |
| 1972                                                                | Tsjecho-Slowakije                     | Sovjet-Unie                           | Zweden                                | Tsjecho-Slowakije (Praag)                                                |
| 1973                                                                | Sovjet-Unie                           | Zweden                                | Tsjecho-Slowakije                     | Sovjet-Unie (Moskou)                                                     |
| 1974                                                                | Sovjet-Unie                           | Tsjecho-Slowakije                     | Zweden                                | Finland (Helsinki)                                                       |
| 1975                                                                | Sovjet-Unie                           | Tsjecho-Slowakije                     | Zweden                                | West-Duitsland (München, Düsseldorf)                                     |
| 1976                                                                | Tsjecho-Slowakije                     | Sovjet-Unie                           | Zweden                                | Polen (Katowice)                                                         |
| 1977                                                                | Tsjecho-Slowakije                     | Zweden                                | Sovjet-Unie                           | Oostenrijk (Wenen)                                                       |
| 1978                                                                | Sovjet-Unie                           | Tsjecho-Slowakije                     | Canada                                | Tsjecho-Slowakije (Praag)                                                |
| 1979                                                                | Sovjet-Unie                           | Tsjecho-Slowakije                     | Zweden                                | Sovjet-Unie (Moskou)                                                     |
| 1981                                                                | Sovjet-Unie                           | Zweden                                | Tsjecho-Slowakije                     | Zweden (Göteborg, Stockholm)                                             |
| 1982                                                                | Sovjet-Unie                           | Tsjecho-Slowakije                     | Canada                                | Finland (Helsinki, Tampere)                                              |
| 1983                                                                | Sovjet-Unie                           | Tsjecho-Slowakije                     | Canada                                | West-Duitsland (Düsseldorf, Dortmund, München)                           |
| 1985                                                                | Tsjecho-Slowakije                     | Canada                                | Sovjet-Unie                           | Tsjecho-Slowakije (Praag)                                                |
| 1986                                                                | Sovjet-Unie                           | Zweden                                | Canada                                | Sovjet-Unie (Moskou)                                                     |
| 1987                                                                | Zweden                                | Sovjet-Unie                           | Tsjecho-Slowakije                     | Oostenrijk (Wenen)                                                       |
| 1989                                                                | Sovjet-Unie                           | Canada                                | Tsjecho-Slowakije                     | Zweden (Stockholm, Södertälje)                                           |
| 1990                                                                | Sovjet-Unie                           | Zweden                                | Tsjecho-Slowakije                     | Zwitserland (Bern, Fribourg)                                             |
| 1991                                                                | Zweden                                | Canada                                | Sovjet-Unie                           | Finland (Turku, Helsinki, Tampere)                                       |
| 1992                                                                | Zweden                                | Finland                               | Tsjecho-Slowakije                     | Tsjecho-Slowakije (Praag, Bratislava)                                    |
| 1993                                                                | Rusland                               | Zweden                                | Tsjechië                              | Duitsland (Dortmund, München)                                            |
| 1994                                                                | Canada                                | Finland                               | Zweden                                | Italië (Bolzano, Canazei, Milaan)                                        |
| 1995                                                                | Finland                               | Zweden                                | Canada                                | Zweden (Stockholm, Gävle)                                                |
| 1996                                                                | Tsjechië                              | Canada                                | Verenigde Staten                      | Oostenrijk (Wenen)                                                       |
| 1997                                                                | Canada                                | Zweden                                | Tsjechië                              | Finland (Helsinki, Turku, Tampere)                                       |
| 1998                                                                | Zweden                                | Finland                               | Tsjechië                              | Zwitserland (Zürich, Bazel)                                              |
| 1999                                                                | Tsjechië                              | Finland                               | Zweden                                | Noorwegen (Oslo, Lillehammer, Hamar)                                     |
| 2000                                                                | Tsjechië                              | Slowakije                             | Finland                               | Rusland (Sint-Petersburg)                                                |
| 2001                                                                | Tsjechië                              | Finland                               | Zweden                                | Duitsland (Keulen, Hannover, Neurenberg)                                 |
| 2002                                                                | Slowakije                             | Rusland                               | Zweden                                | Zweden (Göteborg, Karlstad, Jönköping)                                   |
| 2003                                                                | Canada                                | Zweden                                | Slowakije                             | Finland (Helsinki, Turku, Tampere)                                       |
| 2004                                                                | Canada                                | Zweden                                | Verenigde Staten                      | Tsjechië (Praag, Ostrava)                                                |
| 2005                                                                | Tsjechië                              | Canada                                | Rusland                               | Oostenrijk (Wenen, Innsbruck)                                            |
| 2006                                                                | Zweden                                | Tsjechië                              | Finland                               | Letland (Riga)                                                           |
| 2007                                                                | Canada                                | Finland                               | Rusland                               | Rusland (Moskou)                                                         |
| 2008                                                                | Rusland                               | Canada                                | Finland                               | Canada (Halifax, Quebec)                                                 |
| 2009                                                                | Rusland                               | Canada                                | Zweden                                | Zwitserland (Bern, Zürich)                                               |
| 2010                                                                | Tsjechië                              | Rusland                               | Zweden                                | Duitsland (Keulen, Mannheim, Gelsenkirchen)                              |
| 2011                                                                | Finland                               | Zweden                                | Tsjechië                              | Slowakije (Bratislava, Košice)                                           |
| 2012                                                                | Rusland                               | Slowakije                             | Tsjechië                              | Finland (Helsinki), Zweden (Stockholm)                                   |
| 2013                                                                | Zweden                                | Zwitserland                           | Verenigde Staten                      | Finland (Helsinki), Zweden (Stockholm)                                   |
| 2014                                                                | Rusland                               | Finland                               | Zweden                                | Wit-Rusland (Minsk)                                                      |
| 2015                                                                | Canada                                | Rusland                               | Verenigde Staten                      | Tsjechië (Praag, Ostrava)                                                |
| 2016                                                                | Canada                                | Finland                               | Rusland                               | Rusland (Moskou, Sint-Petersburg)                                        |
| 2017                                                                | Zweden                                | Canada                                | Rusland                               | Duitsland (Keulen), Frankrijk (Parijs)                                   |
| 2018                                                                | Zweden                                | Zwitserland                           | Verenigde Staten                      | Denemarken (Kopenhagen, Herning)                                         |
| 2019                                                                | Finland                               | Canada                                | Rusland                               | Slowakije (Bratislava, Košice)                                           |
| 2020                                                                | Afgelast vanwege de COVID-19-uitbraak | Afgelast vanwege de COVID-19-uitbraak | Afgelast vanwege de COVID-19-uitbraak | Zwitserland (Zürich, Lausanne)                                           |
| 2021                                                                | Canada                                | Finland                               | Verenigde Staten                      | Letland (Riga)                                                           |
| 2022                                                                | Finland                               | Canada                                | Tsjechië                              | Finland (Helsinki, Tampere)                                              |
| 2023                                                                | Canada                                | Duitsland                             | Letland                               | Finland (Tampere), Letland (Riga)                                        |
| 2024                                                                | Tsjechië                              | Zwitserland                           | Zweden                                | Tsjechië (Ostrava, Praag)                                                |
| 2025                                                                | Verenigde Staten                      | Zwitserland                           | Zweden                                | Zweden (Stockholm), Denemarken (Herning)                                 |

## Medaillespiegel
| Plaats | Land              | Goud | Zilver | Brons | Totaal |
| 1      | Canada            | 28   | 16     | 9     | 53     |
| 2      | Sovjet-Unie       | 22   | 7      | 5     | 34     |
| 3      | Zweden            | 11   | 19     | 19    | 49     |
| 4      | Tsjechië          | 7    | 1      | 6     | 14     |
| 5      | Tsjecho-Slowakije | 6    | 12     | 16    | 34     |
| 6      | Rusland           | 5    | 3      | 5     | 13     |
| 7      | Finland           | 4    | 9      | 3     | 16     |
| 8      | Verenigde Staten  | 3    | 9      | 9     | 21     |
| 9      | Groot-Brittannië  | 1    | 2      | 2     | 5      |
| 10     | Slowakije         | 1    | 2      | 1     | 4      |
| 11     | Zwitserland       | 0    | 5      | 8     | 13     |
| 12     | Duitsland         | 0    | 3      | 2     | 5      |
| 13     | Oostenrijk        | 0    | 0      | 2     | 2      |
| 14     | Letland           | 0    | 0      | 1     | 1      |
| Totaal | Totaal            | 88   | 88     | 88    | 264    |

Alpineskiën ·
Biatlon ·
Bobsleeën ·
Curling (mannen/vrouwen/gemengd/gemengddubbel) ·
Freestyleskiën ·
IJshockey ·
Kunstschaatsen ·
Langlaufen ·
Noordse combinatie ·
Rodelen ·
Schaatsen (allround mannen/allround vrouwen/sprint mannen/sprint vrouwen/afstanden mannen/afstanden vrouwen) ·
Schansspringen ·
Shorttrack ·
Skeleton ·
Snowboarden